# Chernikovit
Chernikovit (russisch Черниковит, IMA-Symbol Ckv) ist ein sehr selten vorkommendes Mineral aus der Mineralklasse der „Phosphate, Arsenate und Vanadate“ mit der chemischen Zusammensetzung (H3O)2[UO2|PO4]2·6(H2O) und damit chemisch gesehen ein wasserhaltiges Oxonium-Uranyl-Phosphat.
Chernikovit kristallisiert im tetragonalen Kristallsystem und entwickelt hellgelbe bis zitronengrüne, dünntafelige Kristalle mit einem glasähnlichen Glanz auf den Oberflächen. Oft findet sich das Mineral in Form orientierter Einschlüsse in Autunit und Meta-Autunit.

## Etymologie und Geschichte
Die synthetisch hergestellte Verbindung war bereits unter der Bezeichnung „Hydrogen-Autunit“ bekannt und 1955 von Virginia Ross beschrieben. Die Summenformel stimmt mit der des später entdeckten Minerals überein, allerdings wurde die chemische Zusammensetzung in der Schreibweise HUO2PO4·4H2O (Uranyl-Hydrogen-Phosphat-Tetrahydrat) publiziert.
In der Natur wurde die Verbindung erstmals 1952 von G. S. Gritsaenko in der Oxidationszone der Uranlagerstätte „Karakat“ etwa 60 km nordwestlich von Chudschand (auch Khozhebt, ehemals Leninabad) im Karamazar-Gebirge (Provinz Sughd) in Tadschikistan entdeckt. Eine erste Beschreibung des Minerals erfolgte 1958 durch Andrei Andrejewitsch Tschernikow (russisch Андрей Андреевич Черников, englisch: Andrei Andreevich Chernikov; 1927–2013), allerdings noch unter dem Namen „Hydrogen-Autunit“. Die geringen Mengen des Minerals reichten nicht aus, um mehr als die Messung der Brechungsindizes, die Bestimmung der Hauptkomponenten durch Spektralanalyse und auf die Bestimmung des Fluoreszenzspektrums durchzuführen.
Das Mineral wurde 1988 auf Vorschlag von Daniel Atencio zu Ehren von Tschernow benannt, allerdings in der englischen Transkription Chernikov als Chernikovite, die auch im Deutschen als Chernikovit übernommen wurde.
Das Typmaterial des Minerals befindet sich an der Russischen Akademie der Wissenschaften im Mineralogischen Museum „Alexander Fersman“ in Moskau, Russland. unter Katalognummer 88655. Natürlich vorkommende Proben wurden bisher noch nicht eingehend untersucht, alle Daten beruhen auf Untersuchungen synthetischen Materials.

## Klassifikation
Da der Chernikovit erst 1988 als eigenständiges Mineral anerkannt wurde, ist er in der seit 1977 veralteten 8. Auflage der Mineralsystematik nach Strunz noch nicht verzeichnet. Einzig im Lapis-Mineralienverzeichnis nach Stefan Weiß, das sich aus Rücksicht auf private Sammler und institutionelle Sammlungen noch nach dieser alten Form der Systematik von Karl Hugo Strunz richtet, erhielt das Mineral die System- und Mineral-Nr. VII/E.02-170. In der „Lapis-Systematik“ entspricht dies der Klasse der „Phosphate, Arsenate und Vanadate“ und dort der Abteilung „Uranyl-Phosphate/Arsenate und Uranyl-Vanadate mit [UO2]2+–[PO4]/[AsO4]3− und [UO2]2+–[V2O8]6−, mit isotypen Vanadaten (Sincositreihe)“, wo Chernikovit zusammen mit Abernathyit, Bassetit, Lehnerit, Meta-Ankoleit, Meta-Autunit, Metaheinrichit, Metakahlerit, Metakirchheimerit, Metalodèvit, Metanatroautunit, Metanováčekit, Metarauchit, Metasaléeit, Metatorbernit, Metauranocircit (Rn), Metauranospinit, Metazeunerit, Natrouranospinit, Ulrichit, Uramarsit und Uramphit sowie dem inzwischen diskreditierten Pseudo-Autunit die „Meta-Autunit-Gruppe“ bildet (Stand 2018).
Die von der International Mineralogical Association (IMA) zuletzt 2009 aktualisierte 9. Auflage der Strunz’schen Mineralsystematik ordnet den Chernikovit ebenfalls in die Abteilung der „Uranylphosphate und Arsenate“ ein. Diese ist weiter unterteilt nach dem Stoffmengenverhältnis vom Uranylkomplex zum Phosphat-, Arsenat- bzw. Vanadatkomplex, so dass das Mineral entsprechend seiner Zusammensetzung in der Unterabteilung „UO2 : RO4 = 1 : 1“ zu finden ist, wo es zusammen mit Abernathyit, Meta-Ankoleit, Natrouranospinit, Trögerit, Uramarsit und Uramphit die „8.EB.15“ bildet.
Auch die vorwiegend im englischen Sprachraum gebräuchliche Systematik der Minerale nach Dana ordnet den Chernikovit in die Klasse der „Phosphate, Arsenate und Vanadate“ und dort in die Abteilung der „Wasserhaltige Phosphate etc.“ ein. Hier ist er als einziges Mitglied in der unbenannten Gruppe 40.02a.19 innerhalb der Unterabteilung „Wasserhaltige Phosphate etc., mit A2+(B2+)2(XO4) × x(H2O), mit (UO2)2+“ zu finden.

## Kristallstruktur
Chernikovit kristallisiert in der tetragonalen Raumgruppe P4/nmm (Raumgruppen-Nr. 129) mit den Gitterparametern a = 7,02 Å und c =9,05 Å sowie mit einer Formeleinheit pro Elementarzelle.

## Eigenschaften
Durch seinen Urangehalt von bis zu 54,34 % ist das Mineral sehr stark radioaktiv. Unter Berücksichtigung der natürlichen Zerfallsreihen bzw. vorhandener Zerfallsprodukte wird die spezifische Aktivität mit 97,26 kBq/g angegeben (zum Vergleich: natürliches Kalium 31,2 Bq/g).
Unter UV-Licht fluoresziert es intensiv gelbgrün.

## Bildung und Fundorte
Chernikovit bildet sich auf Quarz in Syenit-Spalten, auf versteinertem Holz (Karakat, Tajikistan) und in turmalinhaltigen Graniten und granitischen Pegmatiten (Brasilien). Es ist je nach Fundort vergesellschaftet mit Autunit, Meta-Autunit, Uranophan, Phosphuranylit, Torbernit bzw. Meta-Torbernit,
Haiweeit und "Uranopal”.
Es ist nur eine geringe Anzahl von Fundorten des Chernikovit bekannt. Neben der Typlokalität, der Uran-Lagerstätte Karakat 50 km nordöstlich der Stadt Chudschand im Karamazar-Gebirge in Tadschikistan, fand man es in der Unterpräfektur Perus, 25 km nördlich von São Paulo, Brasilien, bei San Giacomo Vercellese im Piemont in Italien, bei Chãs de Tavares, Kreis Mangualde in Portugal, in der Khiagda Uranlagerstätte in Ostsibirien, Russland, im Laguna District (New Mexico) und in Mayfield, Fulton County (New York) in den USA.  In Deutschland fand man es in Sachsen im Steinbruch Rockelmann bei Schwarzenberg, in Thüringen bei Ronneburg und in Bayern bei Mähringen und Hagendorf.

## Vorsichtsmaßnahmen
Aufgrund der starken Radioaktivität und Toxizität sollten Mineralproben von Chernikovit nur in staub- und strahlungsdichten Behältern, vor allem aber niemals in Wohn-, Schlaf- und Arbeitsräumen aufbewahrt werden. Ebenso sollten eine Aufnahme in den Körper (Inkorporation, Ingestion) auf jeden Fall verhindert und zur Sicherheit direkter Körperkontakt vermieden sowie beim Umgang mit dem Mineral Atemschutzmaske und Handschuhe getragen werden.